# Karol Habsburg (1607–1632)

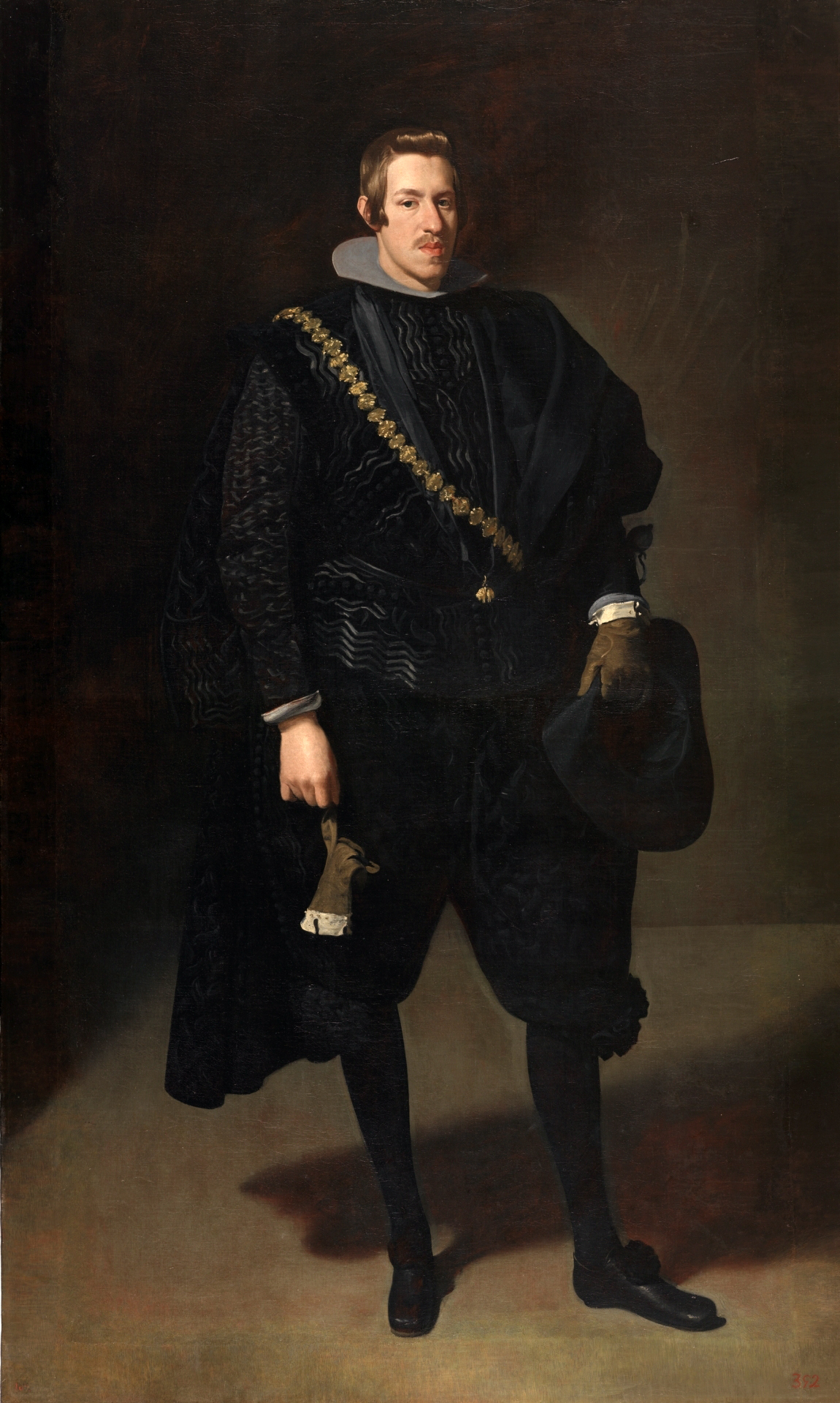
Portret Infanta Karola autorstwa Diego Velazqueza, 1626/27

Karol Habsburg (ur. 14 września 1607 w Madrycie, zm. 30 lipca 1632 tamże) – infant Hiszpanii i Portugalii, arcyksiążę Austrii.
Urodził się jako drugi syn (piąte spośród ośmiorga dzieci) króla Hiszpanii i Portugalii Filipa III (w drugim z tych państw panował jako Filip II) i jego żony królowej Małgorzaty. Jego starszym bratem był kolejny król Hiszpanii i Portugalii Filip IV (w Portugalii jako Filip III).
Od śmierci ojca 31 marca 1621 do narodzin bratanka Baltazara Karola 17 października 1629 infant Karol był następcą tronu. Zmarł bezżennie i bezpotomnie.